# エヴァ・フェダー・キテイ
エヴァ・フェダー・キテイ（Eva Feder Kittay、1946年8月13日 - ）は、アメリカ合衆国の哲学者。ストーニーブルック大学名誉教授。専門はフェミニスト哲学、倫理学、社会学、政治学。
1995 年にアメリカで行われていた社会福祉改革の懲罰的性質に反対する組織である The Women's Committee of One Hundred を率いるなど、哲学的な問題について世間の注目を集めた。

## 略歴
1967年にサラ・ローレンス大学で学士号を取得後、1978年にニューヨーク市立大学大学院センターで哲学の博士号を取得した。その後、1978年から1979年までメリーランド大学カレッジパーク校で特任講師を務め、1979年にニューヨーク州立大学ストーニーブルック校で哲学の助教授となった。1986年に准教授になり、1993年に教授になった。2009年には名誉教授の称号を贈られた。
また、キテイはストーニーブルック校の医学人文学センター、ケアの倫理、生命倫理学のフェローであり、研究員も務めている。これらの常勤職に加えて、サラ・ローレンス大学やニューキャッスル大学で臨時講師を務めている。
キテイの哲学的業績や貢献に対して、アメリカ哲学協会やファイ・ベータ・カッパなどをはじめとした多くの機関から賞が送られている。
キテイ自身、障害を持つ子供の母親であり、障害学に関する執筆もしている。
2003年から2004年の女性哲学協会が選ぶ今年の女性に選出され、2016年から2017年にかけて、アメリカ哲学協会の東部支部の会長を務めた。

## 研究
キテイは、フェミニスト哲学、倫理学、社会学及び政治学の理論、障害の哲学(The philosophy of disability)、修辞学を研究し、これらの研究を障害研究の分野に応用することに焦点を当てている。
ケアの倫理におけるキテイの主張は、人間の相互作用は、不平等でありながら相互に依存している人々の間で発生し、実際の倫理は、ほとんどの人が経験するように生活に適合させる必要があるということもので、ヴァージニア・ヘルド(Virginia Held)やサラ・ルディック(Sara Ruddick)の主張と類似している。また、キテイはジョン・ロールズの研究を女性や知的障害者の問題に応用した。
ケアの倫理におけるキテイの重要な貢献は、人間の依存は避けられないという事実と、そのような依存と依存労働(dependency work)を倫理的および政治的理論に組み込む必要性を強調したことが挙げられる。キテイは、特に知的障害に焦点を当てた、障害の哲学の新しい分野における主要な発言者だと評価されている。

## 著書

### 日本語版
- 『ケアの倫理からはじめる正義論 支えあう平等』（岡野八代・牟田和恵編著・訳、白澤社／現代書館、2011年）
- 『愛の労働あるいは依存とケアの正義論 新装版』（岡野八代・牟田和恵監訳、白澤社／現代書館、2023年）

### 単著
- Kittay, Eva (2020). Learning from My Daughter. The Value and Care of Disabled Minds. Oxford New York: Oxford University Press. ISBN 9780190844608
- Kittay, Eva (1999). Love's labor: essays on women, equality, and dependency. Thinking gender. New York: Routledge. ISBN 9780415904131
- Kittay, Eva (1987). Metaphor: its cognitive force and linguistic structure. Oxford New York: Clarendon Press Oxford University Press. ISBN 9780198249351

### 共著
- Kittay, Eva; Licia Carlson (2010).  Cognitive disability and its challenge to moral philosophy.  New York, Oxford: Wiley-Blackwell Publishing. ISBN 9781444322798.
- Kittay, Eva; Alcoff, Linda (2007). The Blackwell guide to feminist philosophy. Malden, Massachusetts Oxford: Blackwell Publishing. ISBN 9780631224273
- Kittay, Eva; Feder, Ellen K. (2002). The subject of care: feminist perspectives on dependency. Lanham, Maryland: Rowman & Littlefield Publishers. ISBN 9780742513631
- Kittay, Eva; Lehrer, Adrienne (1992). Frames, fields, and contrasts: new essays in semantic and lexical organization. Hillsdale, New Jersey: L. Erlbaum Associates. ISBN 9780805810899
- Kittay, Eva; Meyers, Diana T. (1987). Women and moral theory. Totowa, New Jersey: Rowman & Littlefield. ISBN 9780847673827

### 寄稿
- Feder Kittay, Eva (2005), “Vulnerability and the moral nature of dependency relations”, Feminist theory: a philosophical anthology, Oxford, UK Malden, Massachusetts: Blackwell Publishing, pp. 264–279, ISBN 9781405116619.
- Feder Kittay, Eva (2009), “Ideal theory bioethics and the exclusion of people with severe cognitive disabilities”, Naturalized bioethics: toward responsible knowing and practice, Cambridge New York: Cambridge University Press, pp. 218–237, ISBN 9780521719407.